# لا مبالاة
اللامبالاة(مرادفات) حسب علم النفس هي حالة وجدانية سلوكية، معناها أن يتصرف المرء بلا اهتمام في شؤون حياته أو حتى الأحداث العامة كالسياسة وإن كان هذا في غير صالحه. مع عدم توفر الإرادة على الفعل وعدم القدرة على الاهتمام بشأن النتائج"
أو هي قمع الاحاسيس مثل الاهتمام والاثارة والتحفز أو الهوى، فاللامبالي هو فرد لا يهتم بالنواحي العاطفية أو الاجتماعية أو الاقتصادية وكذلك قد يبدي الكسل وعدم الحساسية. وقد يكون هذا التصرف جراء عدم قدرة المرء على حل المشكلات التي تواجهه أو ضعفه أمام التحديات.
إضافة إلى استخفافه بمشاعر الاخرين أو باهتماماتهم الثانوية كالطموح والامال والهوايات الفردية أو المشاعر العاطفية المختلفة كالحب والكراهية والخصام والحسد وغيرها إذ أن اللا مبالي لايجد أي فرق بين كل تلك المشاعر وان لم يبد هذا الامر صراحة امام الاخرين
أول من انشأ مصطلح السلبية أو اللامبالاة هم الرواقيون: انطفاء المشاعر بسبب سيادة العقل. وفي المسيحية دخلت اللامبالاة الفكر الديني على يد كلمنس الكسندروس الذي اعتمد المصطلح للتعبير عن الازدراء من جميع الشواغل الدنيوية، حالة من إماتة الجسد، كما يصف الإنجيل. الفيلسوف روبرت مينارد هاتشينز اوضح ان موت الديموقراطية هو بسبب اللامبالاة السياسية. الدكتور النفسي روبرت مارين يقول إن اللامبالاة ممكن اعتبارها عرض أو متلازمة أو مرض.

## الأسماء
مرادفات: توصف هذه الحالة بأسماء متعددة منها: البلادة أو الخُمول أو الإعياء أو الكلل أو التَّبَلُّد أو فقدان العاطفة أو الفتور أو البرودة أو عدم الاكتراث

## الأسباب
تتعدد الأسباب من عضوي إلى نفسي إلى اجتماعي اضف إلى ذلك مشاهد القتل والدمار والحروب، كل تلك الامور تجعل الشخص غير مكترث بما ستؤول اليه الامور كونه قد رأى من الاحداث ومن الصور ما يصعب على الذاكرة نسيانه

## العامل العضوي
اللامبالاة يرتبط مع العديد من الظروف الصحية، ومنها: الإفراط في تناول فيتامين د، التعب العام، واللامبالاة
قد يأتي كنتيجة جانبية من بعض العقاقير مثل الكحول والمخدرات الثقيلة مثل المواد الأفيونية والكوكاين والأمفيتامينات
.
أو من مرض الزهايمر، مرض شاغاس، - مرض جاكوب، والعته، جنون كورساكوف، أو تحدث كعرض لمرض هنتنغتون، أو انفصام الشخصية، وغيرها.وكذلك هناك علاقة طردية بين الاكتئاب واللامبالاة.

## العامل النفسي
وتعتبر اللامبالاة جزء من الآليات الدفاعية التي تدافع بها الانا عن ذاتها حيث تقترن مع الهروب من الواقع هي والنصوص وأحلام اليقظة والتبلد إذا كان الواقع مليء بالمشاكل التي تكون فوق القدرة.
فعندما يتعرض الفرد للحرمان مثل البطالة أو الفرى تظهر لديه ميول عدوانية على المجتمع تتمثل أحيانا في اللامبالاة.وعادة يكون تقدير الذات منخفضا فيشعر ان لاقيمة له في المشاركة. وتارة تكون الأحداث متعبة أو مجهدة فيستبعد مشاركته.
وتلعب نظرية مرحلة الطفولة المبكرة عند اريك اريكسون: من 18 شهرا إلى 3 سنوات صراع بين التحكم الذاتي في مقابل الخجل وتنتج ضبط النفس، الشجاعة، الأرادة دورا في اللامبالاة.

## العامل الاجتماعي
في كثير من الأحيان، اللا مبالاة تحدث بعد أن يشهد الفرد ضغوط أو صدمات نفسية مروعة، مثل قتل أو تشويه الناس أثناء الحرب. مفهوم اللامبالاة أصبحت أكثر شهرة بعد الحرب العالمية الأولى بسبب ما تسمى «صدمة القذيفة»، حيث الجنود الذين كانوا يعيشون في الخنادق وسط القصف ونيران الرشاشات، والذين شهدوا ميادين معارك مع رفاقه القتلى والمشوهين وضعت فيهم شعور اللامبالاة وفقدان الحس بالتفاعل الاجتماعي.كذلك يلعب الاغتراب وهو شعور الفرد بعدم انتماءه للجماعة دورا مهما.

## العلاج
مجموعة من النصائح لعلاج حالة اللامبالاة والسلبية تبدأها بالإيمان بالقدرات الذاتية والاستعانة بالحماس على الشعور بفقدان الطاقة.
وتقول، «التقليل من القدرات يؤدي إلى الفشل ونشر الطاقة السلبية، والنجاح والرغبة في الإنجاز تنبع من داخل الشخص نفسه، وإيمانه بقدراته، كما على كل شخص يشعر بالإحباط التركيز على مميزاته، ومن أكبر الأخطاء أن ينظر الشخص لنفسه بوصفه شخصاً عادياً وغير مؤهل ذهنياً وجسدياً للعمل، فكل إنسان له جوانبه الإيجابية».
وتنصح، بالابتعاد عن التكاسل، فالكسل هو العدو الأول للنجاح، وبإمكانه قتل روح المبادرة، وتغذية التخاذل، ويمكن علاجه بالاستماع إلى الآراء الإيجابية التي تحفز الشعور بالحماس، كما تنصح بالابتعاد عن المشاعر السلبية التي تتسلل من الظلام ومن فقدان الحماس، ما يؤثر على الأداء في العمل.
وتضيف «نشر الحماس بين الآخرين، والاهتمام بالمهارات الصغيرة والكبيرة، والابتعاد عن الشخصيات المتشائمة، من أهم خطوات علاج اللامبالاة، وذلك من خلال استمداد طاقة الحماس من الشخصيات الإيجابية والابتعاد عن الشخصيات التي تميل إلى التشاؤم والتركيز على المشاكل والسلبيات، والاقتراب دوماً من الشخصيات التي تحث على الاجتهاد والعمل والتفاؤل، وأخيراً التمسك بالحماس فهي السمة الثابتة التي تميز الشخصية القوية، وهي السبيل الأكيد للنجاح».